# Matara
Matara, Matra ou Mutra (em árabe: مطرح‎; romaniz.: Muttrah) é uma localidade da província de Mascate e capital do vilaiete de Matara, no Omã. Segundo censo de 2010, tinha 150 067 habitantes. Compreende uma área de 42,9 quilômetros quadrados.